# Іббенбюрен
Іббенбюрен (нім. Ibbenbüren) — місто в Німеччині, знаходиться в землі Північний Рейн-Вестфалія. Підпорядковується адміністративному округу Мюнстер. Входить до складу району Штайнфурт.
Площа — 108,85 км2. Населення становить 51 526 ос. (станом на 31 грудня 2020).